# قائمة إصدارات الطوابع في أوكرانيا لسنة 2004
هذه قائمة الطوابع البريدية التي أصدرها البريد الأوكراني للتداول في عام 2004.
في الفترة من 22 يناير إلى 10 ديسمبر 2004، أصدر 87 طابعا بريديا طابعًا بريديًا تذكاريًا، غطت الطوابع التذكارية ذكرى التواريخ المهمة والأحداث وذكرى الشخصيات الثقافية البارزة وغيرها، وقد كانت بالفئات التالية:
- 0.45 هريفنا
- 0.60 هريفنا
- 0.65 هريفنا
- 0.75 هريفنا
- 0.80 هريفنا
- 1.00 هريفنا
- 2.50 هريفنا
- 2.60 هريفنا
- 2.61 هريفنا
- 3.50 هريفنا
- 3.52 هريفنا

بالإضافة إلى ذلك، خلال العام، أعيد طباعة طوابع البريد القياسية للإصدار الخامس (2001-2006) بفهرس حرفي بدلاً من الفئة:
- «Е»
- «Є»
- «С»

والإصدار السادس (2002-2006) بفئات تتراوح من 0.05 إلى 0.65 هريفنا.
هذه الطوابع التي كانت ضمن الإصدار القياسي الخامس كانت ضمن إصدارات طوابع بريدية أوكرانية حملت قيمًا على شكل حروف من الأبجدية الأوكرانية، كان هذا يشير إلى نظام مؤقت للقيمة بسبب التضخم المفرط الذي كانت تعاني منه البلاد منذ أوائل التسعينيات بعد انهيار الاتحاد السوفيتي. فعوضا عن الأرقام التي تحدد قيمة الطابع برقم معين (مثل 10 أو 50 كوبيك)، فقد استعملت حروف أوكرانية، وهذا بسبب أن القيم متغيرة وأن هذه الحروف لم تكن تمثل قيمة ثابتة بالمعنى التقليدي. بدلاً من ذلك، كانت تمثل فئة سعرية أو تعرفة بريدية محددة في ذلك الوقت.
وهكذا فقد كان يصدر تعديل دوري نظرًا للتضخم السريع، وقد كانت قيمة هذه الفئات السعرية التي تمثلها الحروف تتغير دوريا (أسبوعيًا في بعض الأحيان) لمواكبة تقلبات سعر الصرف مقابل الدولار الأمريكي وتكاليف البريد المتزايدة. كذلك كان استخدام الحروف أسهل وأسرع من إعادة طباعة طوابع جديدة بأرقام مختلفة كل فترة قصيرة، وكان يعلن عن قيمة كل حرف بالعملة المحلية (الكاربوفانيتس الأوكراني ثم الهريفنيا الأوكرانية) دوريا. مثلا قد يمثل الطابع الذي يحمل الحرف "А" قيمة معينة للرسائل المحلية العادية، بينما يمثل الطابع الذي يحمل الحرف "Б" قيمة أعلى للرسائل المسجلة أو المرسلة إلى وجهات أبعد.
استخدام هذا النظام بين عامي 1994 و1996 حتى استقر الوضع الاقتصادي وأدخلت العملة الوطنية الجديدة، (الهريفنيا الأوكرانية) (₴)، في عام 1996. بعد ذلك، بدأت الطوابع تحمل قيمًا رقمية ثابتة بالهريفنيا والكوبيك (الوحدة الأصغر للهريفنيا).
لذلك، فإن الحروف الأوكرانية على طوابع لم تكن مجرد رموز عشوائية، بل كانت نظامًا عمليًا مؤقتًا لتحديد قيمة الطوابع في ظل الظروف الاقتصادية الصعبة التي مرت بها أوكرانيا في تلك الفترة.
طُبعت كل الطوابع في مؤسسة "دار الطباعة الأوكراني" المملوكة للدولة.

## قائمة الطوابع التذكارية
| التسلسل في الكتالوج                                                                                         | الصورة | الوصف والمصادر | القيمة                          | تاريخ طرحها للتداول | كمية الإصدار            | المصمم                                          |
| --- | ------ | --- | ------------------------------- | ------------------- | ----------------------- | ----------------------------------------------- |
| رقم 553 (Mi #613)                                                                                           |        | 85 عامًا منذ إعلان توحيد جمهورية أوكرانيا الشعبية وجمهورية غرب أوكرانيا الشعبية في دولة واحدة موحدة ومستقلة | 0,45 هريفنا                     | 22 يناير 2004 م     | 150٬000                 | أليكسي كوزميتش كوخان                            |
| رقم 554 (Mi #614)                                                                                           |        | ستانيسلاف ليودكيفيتش (1879—1979) | 0,45 هريفنا                     | 24 يناير 2004 م     | 150٬000                 | فاسيل فاسيلينكو                                 |
| رقم 555 (Mi #615) رقم 556 (Mi #616) رقم 557 (Mi #617) رقم 558 (Mi #618) رقم 559 (Mi #619) رقم 560 (Mi #620) |        | ورقة طوابع تذكارية: «المجوهرات والممتلكات الشخصية للهيتمان بوهدان خميلينتسكي» - علَم. متحف الجيش السويدي، ستوكهولم - هراوة. متحف الجيش البولندي، وارسو - قبعة. المتحف الوطني للتاريخ الأوكراني، كييف - كأس ماء مقدس. متحف الدولة التاريخي، موسكو - كوب. متحف تشارتوريسكي التابع لمؤسسة لأمراء تشارتوريسكي، كراكوف - سيف ضالع. متحف تشارتوريسكي التابع لمؤسسة لأمراء تشارتوريسكي، كراكوف | 0,45 هريفنا                     | 29 يناير 2004 م     | 65٬000                  | فاسيل فاسيلينكو                                 |
| رقم 561 (Mi #621) رقم 562 (Mi #622) رقم 563 (Mi #623)                                                       |        | ورقة طوابع تذكارية: «صناعة السفن في أوكرانيا» - الناقلة «كريتي أمبر (Q128245209)» - الفرقاطة الأوكرانية «ميكولايف (فرقاطة)» وهي سفينة كبيرة مضادة للغواصات - حاملة الطائرات «أميرال أسطول الاتحاد السوفيتي كوزنيتسوف» | 1,00 2,50 3,50 هريفنا           | 21 فبراير 2004 م    | 85٬000                  | فاليري رودينكو                                  |
| رقم 564 (Mi #624)                                                                                           |        | مقاطعة ترنوبل | 0,45 هريفنا                     | 3 مارس 2004 م       | 150٬000                 | كالميكوف أوليكساندر فيدوروفيتش                  |
| رقم 565 (Mi #625)                                                                                           |        | 50 عامًا على عضوية أوكرانيا في اليونسكو | 0,45 هريفنا                     | 19 مارس 2004 م      | 150٬000                 | أليكسي كوزميتش كوخان                            |
| رقم 566 (Mi #626) رقم 567 (Mi #627) رقم 568 (Mi #628) رقم 569 (Mi #629) رقم 570 (Mi #630)                   |        | ورقة طوابع تذكارية: «حرشفيات الأجنحة (فراشات)» - بويضاء البتولا (Endromis versicolora (L.)) - عثة الصقر ذات العيون (Smerinthus ocellatus (L.)) - فراشة كليفدين الفريدة (Catocala fraxini (L.)) - فراشة الإمبراطور الأرجواني (Apatura ilia (Den. & Schiff.)) - مذناب مقون (Papilio machaon (L.))                                                                                        | 0,45 0,75 0,80 2,60 3,50 هريفنا | 26 مارس 2004 م      | 100٬000                 | كوزنيتسوف غينادي يوخيموفيتش                     |
| رقم 571 (Mi #631)                                                                                           |        | سيرهي ليفار (1904—1986) | 0,45 هريفنا                     | 2 أبريل 2004 م      | 150٬000                 | فاسيل فاسيلينكو                                 |
| رقم 572 (Mi #632)                                                                                           |        | سلسلة «أوكرانيا - دولة فضائية»: - مكتب بيفدين للتصميم | 0,45 هريفنا                     | 14 أبريل 2004 م     | 480٬000                 | فاسيل فاسيلينكو                                 |
| رقم 575 (Mi #633)                                                                                           |        | بطولة أوروبا لرفع الأثقال في كييف، أوكرانيا عام 2004 | 0,65 هريفنا                     | 20 أبريل 2004 م     | 130٬000                 | ت. نيستيروفا                                    |
| رقم 576 (Mi #634) رقم 577 (Mi #635) رقم 578 (Mi #636) رقم 579 (Mi #637)                                     |        | ورقة طوابع تذكارية: «أوروبا 2004: ندعوك إلى أوكرانيا» - قلعة عش السنونو - جبال الكاربات - قلعة خوتين - كييف بيشيرسك لافرا | 0,45 0,75 2,61 3,52 هريفنا      | 23 أبريل 2004 م     | 70٬000                  | ماريا هايكو                                     |
| رقم 580 (Mi #638) رقم 581 (Mi #639) رقم 582 (Mi #640) رقم 583 (Mi #641)                                     |        | كتيب «أوروبا 2004: ندعوك إلى أوكرانيا» - قلعة عش السنونو - جبال الكاربات - قلعة خوتين - كييف بيشيرسك لافرا | 0,45 0,75 2,61 3,52 هريفنا      | 23 أبريل 2004 م     | 10٬000                  | ماريا هايكو                                     |
| رقم 584 (Mi #642) رقم 585 (Mi #643) رقم 586 (Mi #644) رقم 587 (Mi #645)                                     |        | طوابع متجاورة 100 عام على تأسيس الاتحاد الدولي لكرة القدم (فيفا) | 0,45 0,75 0,80 2,61 هريفنا      | 17 مايو 2004 م      | 100٬000                 | فاسيل فاسيلينكو                                 |
| رقم 588 (Mi #646)                                                                                           |        | 50 عاما على تأسيس الاتحاد الأوروبي لكرة القدم | 3,52 هريفنا                     | 17 مايو 2004 م      | 100٬000                 | فولوديمير كولدونينكو                            |
| رقم 589 (Mi #647)                                                                                           |        | سيمون بتليورا (1879—1926) | 0,45 هريفنا                     | 21 مايو 2004 م      | 120٬000                 | فاسيل فاسيلينكو                                 |
| رقم 590 (Mi #648)                                                                                           |        | سلسلة «كييف من خلال عيون الفنانين»: - منظر لكنيسة القديس أندرو عام 1889، واللوحة لفنان غير معروف | 0,45 هريفنا                     | 11 يونيو 2004 م     | 100٬000                 | أوكسانا تيرنافسكا                               |
| رقم 591 (Mi #649)                                                                                           |        | سلسلة «كييف من خلال عيون الفنانين»: - نافورة بالقرب من البوابة الذهبية في كييف. بيترو ليفتشينكو في العقد الثاني من القرن العشرين | 0,45 هريفنا                     | 11 يونيو 2004 م     | 100٬000                 | أوكسانا تيرنافسكا                               |
| رقم 592 (Mi #650)                                                                                           |        | سلسلة «كييف من خلال عيون الفنانين»: - الربيع في كورينيفكا (1914—1915) للفنان أبرام مانيفيتش | 0,45 هريفنا                     | 11 يونيو 2004 م     | 100٬000                 | أوكسانا تيرنافسكا                               |
| رقم 593 (Mi #651)                                                                                           |        | سلسلة «كييف من خلال عيون الفنانين»: - كاتدرائية القديس ميخائيل في كييف من الجنوب (1919) للفنان ميكولا بوراتشيك | 0,45 هريفنا                     | 11 يونيو 2004 م     | 100٬000                 | أوكسانا تيرنافسكا                               |
| رقم 594 (Mi #652) رقم 595 (Mi #653) رقم 596 (Mi #654)                                                       |        | طوابع متجاورة «الحكايات الشعبية الأوكرانية» - كوتيك (قصة) - إيفاسيك-تيليسيك - كوتيغوروشكو | 0,45 هريفنا                     | 18 يونيو 2004 م     | 150٬000 (50٬000)        | كوست لافرو                                      |
| رقم 597 (Mi #655)                                                                                           |        | دورة الألعاب الأولمبية الصيفية في أثينا عام 2004 | 2,61 هريفنا                     | 26 يونيو 2004 م     | 100٬000                 | كوست لافرو                                      |
| رقم 598 (Mi #656)                                                                                           |        | مقاطعة ريفنا | 0,45 هريفنا                     | 16 липня 2004 م     | 150٬000                 | كالميكوف أوليكساندر فيدوروفيتش                  |
| رقم 601 (Mi #657)                                                                                           |        | ماريا زانكوفيتسكا. 1854—1934 | 0,45 هريفنا                     | 23 липня 2004 م     | 200٬000                 | كاترينا شتانكو                                  |
| رقم 602 (Mi #658)                                                                                           |        | ميخايلو أولكسندروفيتش ماكسيموفيتش (1804—1873) | 0,45 هريفنا                     | 23 липня 2004 م     | 200٬000                 | فاسيل فاسيلينكو                                 |
| رقم 603 (Mi #659)                                                                                           |        | 2500 سنة على تأسيس بلقلاوة | 0,45 هريفنا                     | 14 أغسطس 2004 م     | 200٬000                 | ماريا هايكو                                     |
| رقم 599 (Mi #660)                                                                                           |        | مقاطعة خيرسون | 0,45 هريفنا                     | 20 أغسطس 2004 م     | 150٬000                 | كالميكوف أوليكساندر فيدوروفيتش                  |
| رقم 604 (Mi #661)                                                                                           |        | 350 سنة على تأسيس خاركيف | 0,45 هريفنا                     | 20 أغسطس 2004 م     | 360٬000                 | سيرهي موزغوفي                                   |
| رقم 605 (Mi #662) رقم 606 (Mi #663) رقم 607 (Mi #664) رقم 608 (Mi #665)                                     |        | طوابع متجاورة «الجسور» - جسر إنهول فوق نهر إنهول في مدينة ميكولايف. - جسر دارنيتسكي في كييف. - جسر بريوبرازينسكي في زاباروجيا - جسر فارفاريفسكي (رسميًا جسر بيفدينبوزسكي) في ميكولايف | 0,45 هريفنا                     | 25 أغسطس 2004 م     | 150٬000                 | كالميكوف أوليكساندر فيدوروفيتش                  |
| رقم 609 (Mi #666)                                                                                           |        | ورقة طوابع تذكارية: «معلم معماري من القرن التاسع عشر. جامعة تاراس شفتشينكو الوطنية في كييف. 170 عامًا منذ تأسيسها» | 2,61 هريفنا 25 000              | 15 سبتمبر 2004 م    | 50٬000                  | سيرجي بيلييف                                    |
| رقم 610 (Mi #667)                                                                                           |        | إليسافيتجراد 250 كيروفوغراد | 0,45 هريفنا                     | 17 سبتمبر 2004 م    | 200٬000                 | ف. ستوروجينكو                                   |
| رقم 600 (Mi #668)                                                                                           |        | مقاطعة بولتافا | 0,45 هريفنا                     | 22 سبتمبر 2004 م    | 150٬000                 | كالميكوف أوليكساندر فيدوروفيتش                  |
| رقم 611 (Mi #669) رقم 612 (Mi #670) رقم 613 (Mi #671) رقم 614 (Mi #672)                                     |        | طوابع متجاورة «تاريخ الجيش في أوكرانيا» - دروزينيكي أوليغ الحكيم. القرن العاشر. - ميليشيا الشعب. القرنين الحادي عشر والثاني عشر. - قناصو من نادروسيا. القرن الثاني عشر. - الفارس دانيال ملك غاليسيا. القرن الثالث عشر. | 0,45 هريفنا                     | 15 أكتوبر 2004 م    | 150٬000                 | لوغفين يوري غريغوروفيتش                         |
| رقم 615 (Mi #673) رقم 616 (Mi #674) رقم 617 (Mi #675) رقم 618 (Mi #676) رقم 619 (Mi #677)                   |        | ورقة طوابع تذكارية: «محمية الدانوب للمحيط الحيوي» - تم أخرس (Cygnus olor) - غاقة قزمة (Phalacrocorax pygmaeus) - بلشون أبيض كبير (Egretta alba) - إوزة ربداء (Anser anser) - أبو ملعقة الأوراسي (Platalea leucorodia) | 0,45 0,75 0,80 2,61 3,52 هريفنا | 26 أكتوبر 2004 م    | 70٬000                  | سيرجي موزغوفي أوليكساندر ليجكوبيت               |
| رقم 573 (Mi #678)                                                                                           |        | سلسلة «أوكرانيا - دولة فضائية»: - «هارترون» أنظمة التحكم في الفضاء وعلى الأرض | 0,45 هريفنا                     | 12 نوفمبر 2004 م    | 150٬000                 | فاسيل فاسيلينكو                                 |
| رقم 574 (Mi #679)                                                                                           |        | سلسلة «أوكرانيا - دولة فضائية»: - عينات من الأسلحة الصاروخية من القرون الماضية | 0,45 هريفنا                     | 12 نوفمبر 2004 م    | 150٬000                 | فاسيل فاسيلينكو الفنان: لوغفين يوري غريغوروفيتش |
| رقم 620 (Mi #680) رقم 621 (Mi #681) رقم 622 (Mi #682)                                                       |        | طوابع متجاورة «عيد ميلاد مجيد!» | 0,45 هريفنا                     | 26 نوفمبر 2004 م    | 280 000 560 000 280 000 | ماريا هايكو                                     |
| رقم 623 (Mi #683) رقم 624 (Mi #684) رقم 625 (Mi #685)                                                       |        | طوابع متجاورة «سنة جديدة سعيدة! مع السعادة الجديدة!» | 0,45 هريفنا                     | 26 نوفمبر 2004 م    | 280 000 560 000 280 000 | ماريا هايكو                                     |
| رقم 626 (Mi #686) رقم 627 (Mi #687)                                                                         |        | طابعان متجاوران «أوكرانيا — إيران» (إصدار مشترك) - أنتونوف أن-140 - إيران-140 | 0,80 هريفنا                     | 30 نوفمبر 2004 م    | 100٬000                 | كالميكوف أوليكساندر فيدوروفيتش                  |
| ورقة طوابع تذكارية: رقم 47                                                                                  |        | ورقة طوابع تذكارية: «الملابس الشعبية الأوكرانية» | 0,60 هريفنا                     | 10 ديسمبر 2004 م    | 100٬000                 | ميكولا سافوفيتش كوتشوبي                         |
| رقم 628 (Mi #688) رقم 629 (Mi #689)                                                                         |        | طوابع متجاورة «الملابس الشعبية الأوكرانية: مقاطعة لفيف» - سريتيني - عيد تمجيد الصليب | 0,60 هريفنا                     | 10 ديسمبر 2004 م    | 150٬000                 | ميكولا سافوفيتش كوتشوبي                         |
| رقم 630 (Mi #690) رقم 631 (Mi #691)                                                                         |        | طوابع متجاورة «الملابس الشعبية الأوكرانية: مقاطعة إيفانو فرانكيفسك» - موسيقى الثالوث - زفاف | 0,60 هريفنا                     | 10 ديسمبر 2004 م    | 150٬000                 | ميكولا سافوفيتش كوتشوبي                         |
| رقم 632 (Mi #692) رقم 633 (Mi #693)                                                                         |        | طوابع متجاورة «الملابس الشعبية الأوكرانية: منطقة هوتسول» - ليلة عيد الميلاد - عيد الميلاد | 0,60 هريفنا                     | 10 ديسمبر 2004 م    | 150٬000                 | ميكولا سافوفيتش كوتشوبي                         |

## إصدارات الطوابع القياسية

### الإصدار الخامس (2001—2006)
أصدرت الطوابع التالية من ضمن الإصدار الخامس للطوابع القياسية:
| التسلسل في الكتالوج | الصورة | الوصف والمصادر | القيمة | تاريخ طرحها للتداول | كيمة الإصدار | المصمم                         |
| ------------------- | ------ | -------------- | ------ | ------------------- | ------------ | ------------------------------ |
| رقم 374             |        | «دوار الشمس»   | E      | 6 فبراير 2004 م     | كمية كبيرة   | كالميكوف أوليكساندر فيدوروفيتش |
| رقم 376             |        | «سنابل القمح»  | Є      | 6 فبراير 2004 م     | 2٬000٬000    | كالميكوف أوليكساندر فيدوروفيتش |
| رقم 454             |        | «ليلك»         | C      | 19 يوليو 2004 م     | 3٬000٬000    | كالميكوف أوليكساندر فيدوروفيتش |

### الإصدار السادس (2002—2006)
أصدرت الطوابع التالية من ضمن الإصدار السادس للطوابع القياسية:
| التسلسل في الكتالوج | الصورة | الوصف والمصادر | القيمة      | تاريخ طرحها للتداول | كيمة الإصدار | المصمم                         |
| ------------------- | ------ | -------------- | ----------- | ------------------- | ------------ | ------------------------------ |
| رقم 429             |        | «زهرة البنفسج» | 0,05 هرفينا | 19 يوليو 2004 م     | كمية كبيرة   | كالميكوف أوليكساندر فيدوروفيتش |
| رقم 442             |        | «مخملية»       | 0,30 هرفينا | 22 يناير 2004 م     | كمية كبيرة   | كالميكوف أوليكساندر فيدوروفيتش |
| رقم 470             |        | «قنطريون»      | 0,45 هرفينا | 6 فبراير 2004 م     | كمية كبيرة   | كالميكوف أوليكساندر فيدوروفيتش |
| رقم 527             |        | «بازلاء عطرية» | 0,65 هرفينا | 6 فبراير 2004 م     | كمية كبيرة   | كالميكوف أوليكساندر فيدوروفيتش |

## التعليقات
1. ↑  ذات الطابع رقم 576، ولكنه أصغر حجمًا.[19]
2. ↑  ذات الطابع رقم 577، ولكنه أصغر حجمًا.[19]
3. ↑  ذات الطابع رقم 578، ولكنه أصغر حجمًا.[19]
4. ↑  ذات الطابع رقم 579، ولكنه أصغر حجمًا.[19]
5. ↑  الطابع رقم 622 يشبه الطابع رقم 620 في صورة معكوسة.[43]
6. ↑  الطابع رقم 625 يشبه الطابع رقم 623 في صورة معكوسة.[45]
7. ↑  مؤشر الحرف "E" يعادل 0.70 هريفنا (سعر صرف الطابع مُعطى وفقًا لبيانات البريد الأوكراني بحسب 27 أكتوبر 2017).[6]
8. ↑  يتوافق مؤشر الحرف "Є" مع فئة 0.70 دولارًا.[6]
9. ↑  يتوافق مؤشر الحرف "C" مع فئة 0.70 دولارًا.[6]

## روابط خارجية
- "Каталог марок України: 2004". КМД УДППЗ «Укрпошта». مؤرشف من الأصل في 16 березня 2018. اطلع عليه بتاريخ 2018-04-10. {{استشهاد ويب}}: تحقق من التاريخ في: |تاريخ أرشيف= (مساعدة)
- "Ukraine: 2004". Former Soviet Union New Issues (بالإنجليزية). Nestor Publishers. Archived from the original on 16 березня 2018. Retrieved 2018-04-10. {{استشهاد ويب}}: تحقق من التاريخ في: |تاريخ أرشيف= (help).
- Каталог продукції Укрпошти نسخة محفوظة 12 травня 2015 على موقع واي باك مشين.
- Nestor Publishers | Ukraine : 2004 نسخة محفوظة 16 березня 2018 at Archive.is (بالإنجليزية)
- Поштовий міні-маркет